# Murray-River-Nationalpark
Der Murray-River-Nationalpark ist ein Nationalpark im Südosten des australischen Bundesstaates South Australia, 186 km nordöstlich von Adelaide, und unmittelbar südwestlich von Renmark. Der Nationalpark umfasst drei separate Gebiete, Katarapko, Lyrup Flat und Bulyong Island.
In Katarapko finden sich Flussauen und verschiedene Feuchtgebiete. Dort brüten gerne Wasservögel, was diesen Teil des Parks zu einem interessanten Platz für die Vogelbeobachtung macht.
Die Lyrup Flats unmittelbar westlich von Renmark umfassen 20 km² des nördlichen Flussufers und der Flussauen des Murray River. Neben der Vogelbeobachtung gibt es hier gute Möglichkeiten zum Fischen.
Bulyong Island mitten im Murray River ist nur mit dem Boot erreichbar und bietet Lebensraum für westliche graue Riesenkängurus, Emus, Pelikane, Eisvögel und verschiedene Papageienarten.